# Karl Joseph Franz von Auersperg
Pour les articles homonymes, voir Auersperg.
 (décembre 2021).
 (décembre 2021).
La mise en forme du texte ne suit pas les recommandations de Wikipédia : il faut le « wikifier ».
Les points d'amélioration suivants sont les cas les plus fréquents :
- Les titres sont pré-formatés par le logiciel. Ils ne sont ni en capitales, ni en gras.
- Le texte ne doit pas être écrit en capitales (les noms de famille non plus), ni en gras, ni en italique, ni en « petit »…
- Le gras n'est utilisé que pour surligner le titre de l'article dans l'introduction, une seule fois.
- L'italique est rarement utilisé : mots en langue étrangère, titres d'œuvres, noms de bateaux, etc.
- Les citations ne sont pas en italique mais en corps de texte normal. Elles sont entourées par des guillemets français : « et ».
- Les listes à puces sont à éviter, des paragraphes rédigés étant largement préférés. Les tableaux sont à réserver à la présentation de données structurées (résultats, etc.).
- Les appels de note de bas de page (petits chiffres en exposant, introduits par l'outil «  Source ») sont à placer entre la fin de phrase et le point final[comme ça].
- Les liens internes (vers d'autres articles de Wikipédia) sont à choisir avec parcimonie. Créez des liens vers des articles approfondissant le sujet. Les termes génériques sans rapport avec le sujet sont à éviter, ainsi que les répétitions de liens vers un même terme.
- Les liens externes sont à placer uniquement dans une section « Liens externes », à la fin de l'article. Ces liens sont à choisir avec parcimonie suivant les règles définies. Si un lien sert de source à l'article, son insertion dans le texte est à faire par les notes de bas de page.
- La présentation des références doit suivre les conventions bibliographiques. Il est recommandé d'utiliser les modèles {{Ouvrage}}, {{Chapitre}}, {{Article}}, {{Lien web}} et/ou {{Bibliographie}}. Le mode d'édition visuel peut mettre en forme automatiquement les références.
- Insérer une infobox (cadre d'informations à droite) n'est pas obligatoire pour parachever la mise en page.

Pour une aide détaillée, merci de consulter Aide:Wikification.
Si vous pensez que ces points ont été résolus, vous pouvez retirer ce bandeau et améliorer la mise en forme d'un autre article.
Karl, comte, puis prince von Auersperg, né le 21 octobre 1750 à Vienne, mort le 6 décembre 1822 à Vienne[réf. nécessaire], est un militaire autrichien.

## Biographie
Il entra dans l'armée autrichienne en tant que cadet.
En 1788, il était oberst et commandant de son régiment dans les guerres contre les Turcs. Pendant la guerre austro-turque de 1788-1791, il se distingua lors de la prise de Neu-Orsova (1789) et fut promu Generalmajor et décoré de l'ordre militaire de Marie-Thérèse[réf. nécessaire].

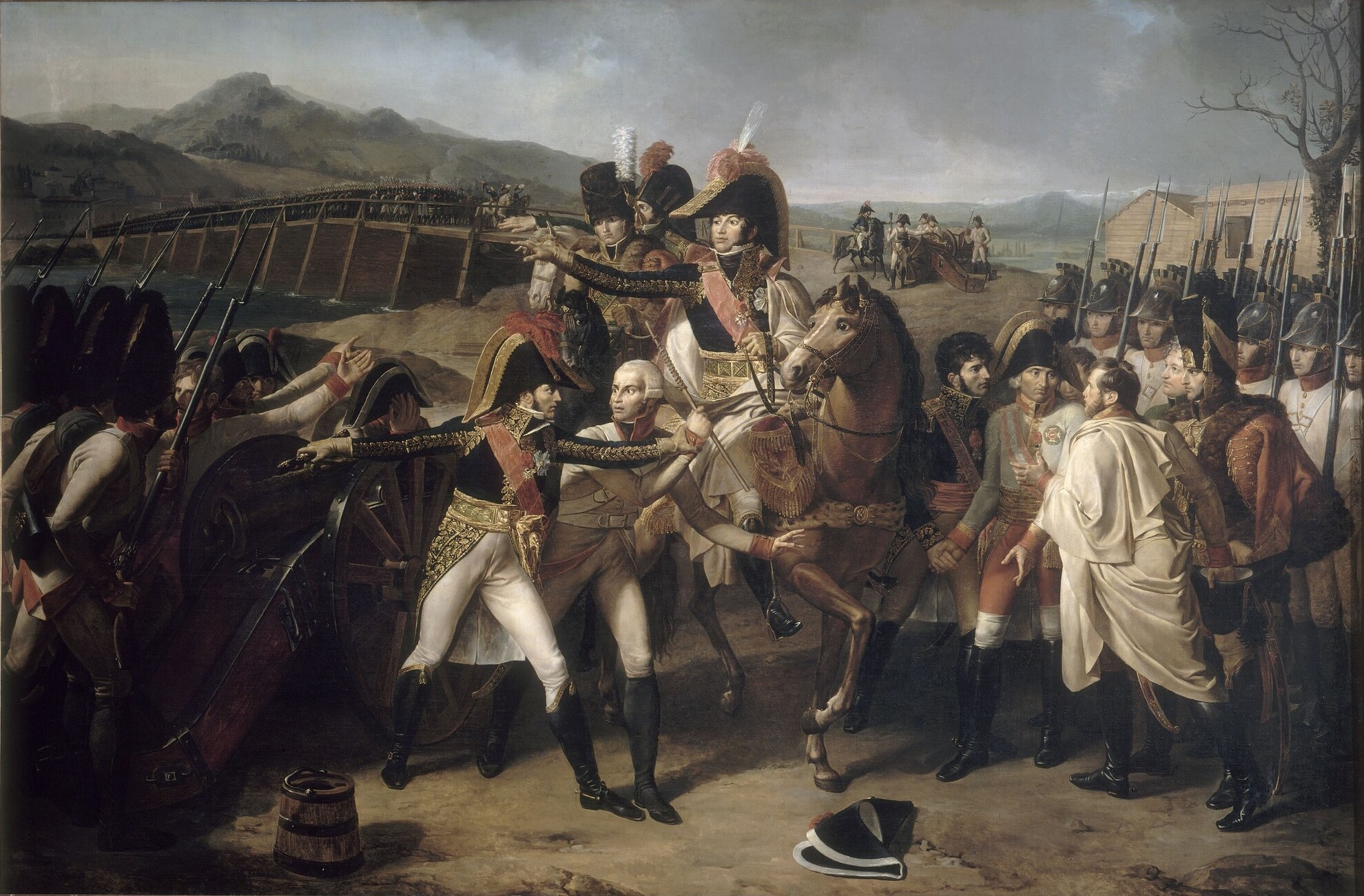
Guillon - Surprise du pont du Danube, 1805

Lors de la campagne de 1805, il était Feldmarschalleutnant et commandait le Corps de réserve. Il était responsable des ponts du Danube à l'extrémité est de Vienne, qu'il devait démolir pour éviter qu'ils ne tombent intacts entre les mains des Français. Le 13 novembre, les maréchaux français Murat et Lannes, arrivant de Vienne qui venait de tomber aux mains des Français, s'emparèrent du pont de Thabor et d'une grande partie du corps de réserve grâce à une ruse audacieuse, faisant croire au général Auersperg qu'un armistice venait d'être signé. Le passage du Danube assurait ainsi le succès des armées françaises : le décor était planté pour Austerlitz[style à revoir][réf. nécessaire].
Auersperg fut par la suite traduit en cour martiale, reconnu coupable de négligence et déchu de son grade et de ses honneurs. Gracié en 1812, il resta à la retraite jusqu'à sa mort en 1822[réf. nécessaire].